# Callulops eremnosphax
Espèce
Callulops eremnosphax est une espèce d'amphibiens de la famille des Microhylidae.

## Répartition
Cette espèce est endémique de la province Golfe en Papouasie-Nouvelle-Guinée. Elle n'est connue que dans sa localité type, à environ 120 m d'altitude.

## Description
Callulops eremnosphax mesure de 34 à 36 mm pour les mâles et jusqu'à 43 mm pour les femelles. Son dos est brun chocolat foncé. Ses flancs s'éclaircissent progressivement dans leurs parties inférieures pour devenir brun gris. Sa gorge est brun foncé. Son ventre est clair et d'une coloration brun gris.

## Étymologie
Son nom d'espèce vient du grec eremnos, « Noir », et sphax, « gorge », en référence à son aspect.

## Publication originale
- Kraus & Allison, 2009 : New species of frogs from Papua New Guinea. Bishop Museum Occasional Papers, vol. 104, p. 1-36 (texte intégral).